# ديفيد دانكو
ديفيد دانكو (بالألمانية: David Danko)‏ هو لاعب كرة قدم ألماني في مركز الوسط، ولد في 16 نوفمبر 1992. لعب مع نادي فلوريدسدورفر ‏.

## وصلات خارجية
- ديفيد دانكو على موقع قاعدة بيانات كرة القدم.إي يو (الإنجليزية)
- ديفيد دانكو على موقع Soccerway.com (الإنجليزية)
- ديفيد دانكو على موقع عالم كرة القدم.نت (الإنجليزية)